# Framåt Ukraina!
Framåt Ukraina! (ukrainska: Вперед, Україно!: Vpered, Ukrajino)!) är ett politiskt parti i Ukraina, lett av Musiayaka Viktor Lavrentiyovich. Från bildandet 1998 till 2012 hette det Ukrainas socialdemokratiska parti.

## Valtekniskt samarbete
I parlamentsvalet 2002 ingick partiet i Viktor Jusjtjenko-alliansen Vårt Ukraina.
I valet 2006 ställde Framåt Ukraina! upp på egen hand men fick bara knappt 7 000 röster (0,02 %)
2007 ingick man i valalliansen Vårt Ukraina - Folkets självförvarsblock.

## Officiella webbplatser
- engelskspråkig
- på ukrainska[död länk]